# 神奈川県立深沢高等学校
神奈川県立深沢高等学校（かながわけんりつ ふかさわこうとうがっこう）は、神奈川県鎌倉市手広に所在する公立高等学校。
当初、地名の手広(手広遺跡)に合わせ手広高校になる予定であったが、内海恒雄の一声で深沢高校に名称が変更された
少子化対策に伴う県立高校改革実施計画の一環として、2025年度以降の生徒募集を終了し、2024年度入学の生徒が卒業したのちに藤沢市内の単位制高校である藤沢清流高等学校と統合される。
2025年6月、3学年における学費の誤徴収が発覚した。

## 設置学科
- 普通科

## 沿革
- 1986年（昭和61年）4月 神奈川県の高校百校新設計画に基づき開校。

校舎建築の際、古墳時代の遺跡（手広八反目遺跡）が発見された。
- 2025年（令和7年） 新規入学者募集終了。
- 2025年  (令和7年)   6月　3学年における学費の誤徴収が発覚。

## 部活動

### 運動部
男女硬式テニス、男女バドミントン、男女バスケットボール、女子バレーボール、ライフル射撃、硬式野球、卓球、剣道、陸上競技、サッカー、ダンス

### 文化部
演劇、軽音楽、競技かるた、茶道、吹奏楽、料理研究、美術、漫画研究

## 所在地
- 神奈川県鎌倉市手広六丁目4番1号（敷地の一部は藤沢市川名に掛かっている）

## 交通
- JR東海道線・小田急江ノ島線・江ノ島電鉄 藤沢駅 徒歩25分または江ノ電バス「八反目」下車 徒歩1分

## 著名な出身者
- 屋敷伸之：将棋棋士
- 中里宏司：元サッカー選手（湘南ベルマーレ→サンフレッチェ広島→湘南ベルマーレ）
- 朱里：女子プロレスラー、格闘家。MAKAI及びボスジムジャパン所属。
- 木幡太郎 : ロックバンド、avengers in sci-fiのメンバー。
- 稲見喜彦 : ロックバンド、avengers in sci-fiのメンバー。
- ももいろけんきょ：AV監督